# Terry Moore

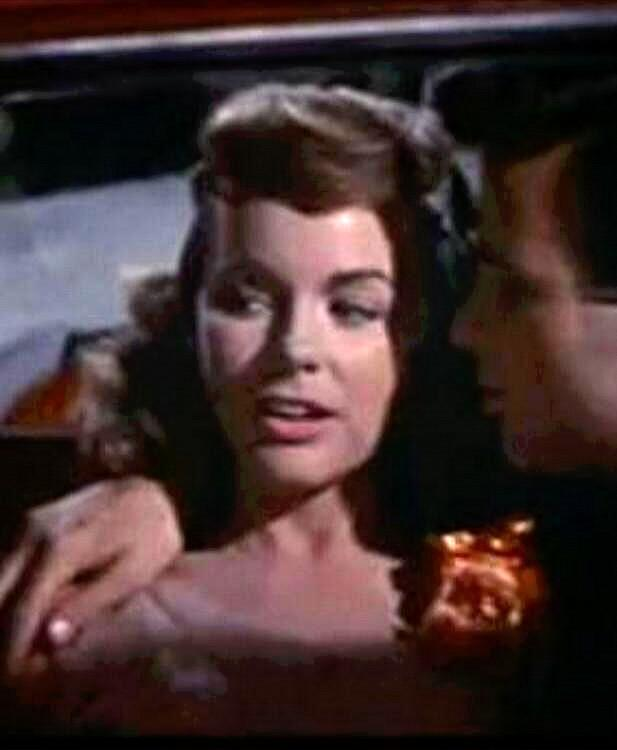
Terry Moore en Peyton Place (1957)

Terry Moore, nombre artístico de Helen Luella Koford, (Los Ángeles, California, 7 de enero de 1929) es una actriz de cine estadounidense.
Fue nominada a los Premios Óscar por su papel en una exitosa película de principios de los años 1950 titulada Come Back, Little Sheba, producida por los estudios Paramount Pictures.
Es la madre del actor Grant Cramer.

## Filmografía parcial
- 1947: The Devil on Wheels, de Crane Wilbur
- 1949: Mighty Joe Young, de Ernest B. Schoedsack
- 1951: Two of a Kind, de Henry Levin
- 1951: The Barefoot Mailman, de Earl McEvoy
- 1952: Come Back, Little Sheba, de Daniel Mann
- 1953: Man on a Tightrope, de Elia Kazan
- 1953: Beneath The 12 Mile Reef, junto a Robert Wagner y Gilbert Roland, de Robert D. Webb.
- 1953: King of the Khyber Rifles, de Henry King
- 1956: Between Heaven and Hell, de Richard Fleischer
- 1965: Town Tamer, de Lesley Selander
- 1965: Black Spurs, de R. G. Springsteen
- 1966: Waco, de R. G. Springsteen

## Premios y distinciones
Premios Óscar
| Año  | Categoría               | Película              | Resultado |
| ---- | ----------------------- | --------------------- | --------- |
| 1953 | Mejor actriz de reparto | Vuelve, pequeña Sheba | Nominada  |